# Аральди, Алессандро
Алессандро Аральди (итал. Alessandro Araldi, около 1460, Парма — около 1529, Парма) — итальянский художник эпохи Возрождения, работавший в основном в Парме.
Алессандро Аральди родился в Парме около 1460 года в семье торговца тканями.
О его обучении сведений нет, но ранние его произведения («Мадонна с младенцем, святым Иосифом и донатором» в Пармском соборе, 1496) указывают на влиянии Мантеньи и венецианской школы.
После 1500 года выполнил ряд работ в пармском монастыре Сан-Паоло, где позже работал Корреджо. Фрески в хоре церкви, созданные в период между 1507 и 1510 годами, утрачены, однако были обнаружены другие фрески, созданные в 1500—1505 годах.
В 1510—1512 годах он, возможно, совершил поездку в Рим, где познакомился с творчеством Браманте, Пинтуриккио, Микеланджело и Рафаэля. По возвращении в Парму он в 1514 году украсил покои Джованны Пьяченцы, настоятельницы монастыря Сан-Паоло. Своды он обильно декорировал гротесками, которыми, вероятно, был впечатлён в Риме, а в медальонах и люнетах поместил сцены из Ветхого и Нового Завета. В эти же годы Аральди расписывает капеллу святой Екатерины в том же монастыре. В этих фресках находят влияние Пинтуриккио и пармских художников Франческо Франчи и Лоренцо Косты.
В последующие годы художник выполнял заказы для Пармского собора и других храмов города. Он пытался подражать Леонардо, создав копию «Тайной вечери», и Рафаэлю в «Обручении Марии», где также заметно влияние Франчи и Косты.
В 1488 году Аральди женился на Паоле ди Андреа дель Пьомбо и имел от неё четырёх детей. Скончался в 1528 или 1529 году.

## Галерея

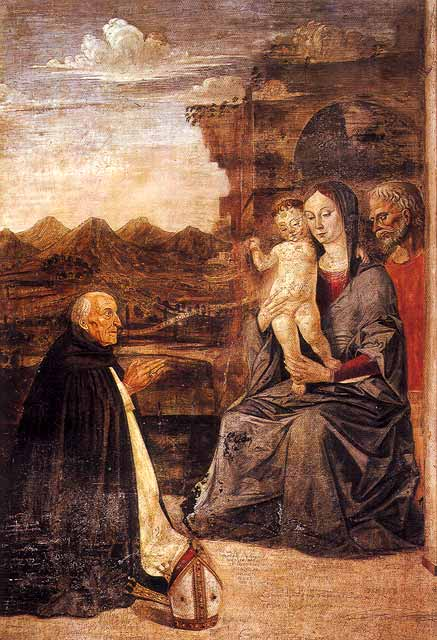
Мадонна с младенцем, святым Иосифом и донатором. Фреска. 1496. Пармский собор
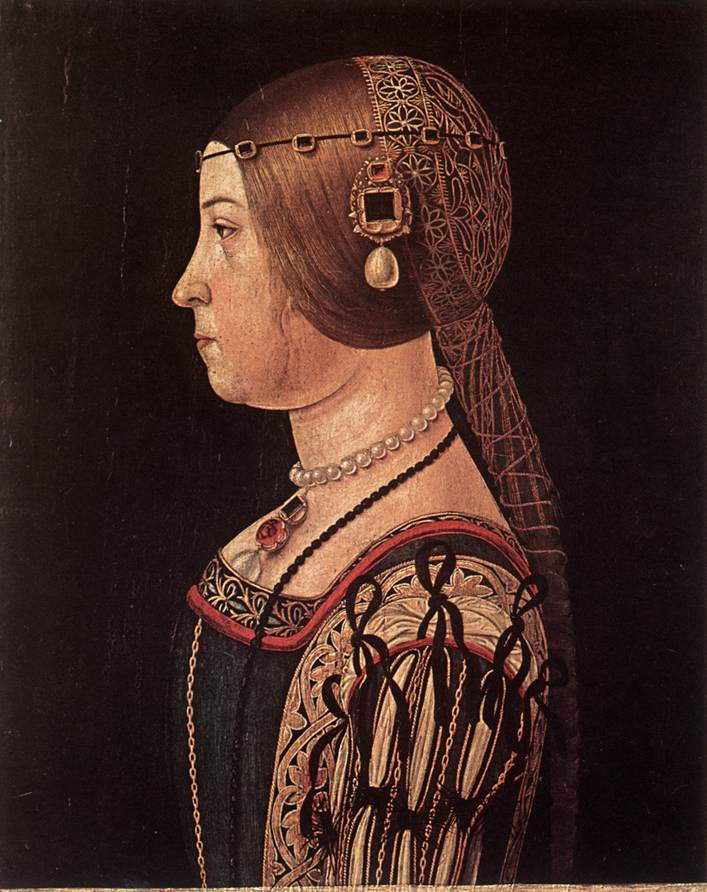
Портрет Барбары Паллавичино. Ок. 1510 г. Галерея Уффици[4].
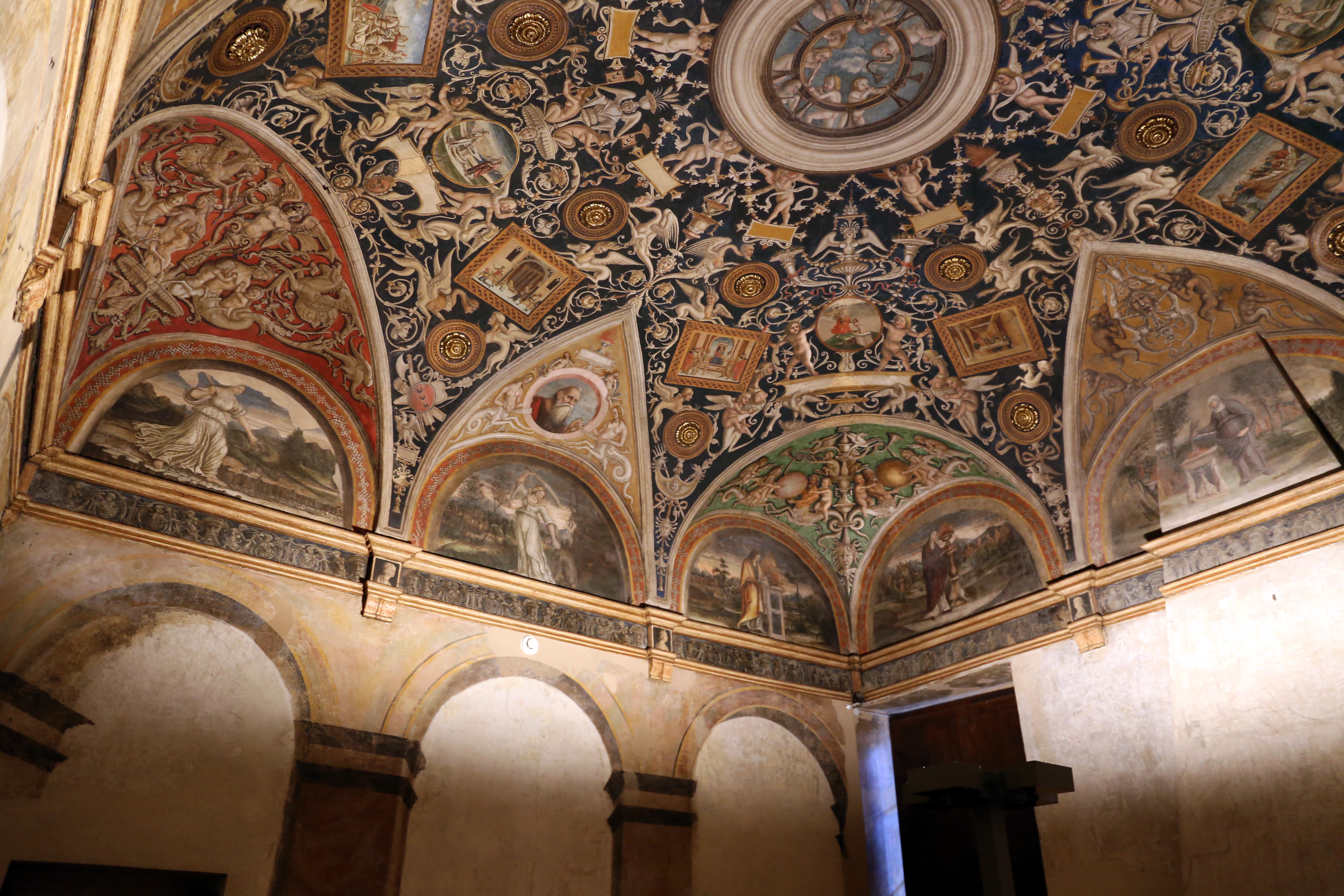
Своды покоев абатиссы монастыря Сан-Паоло, Парма. 1514[1].
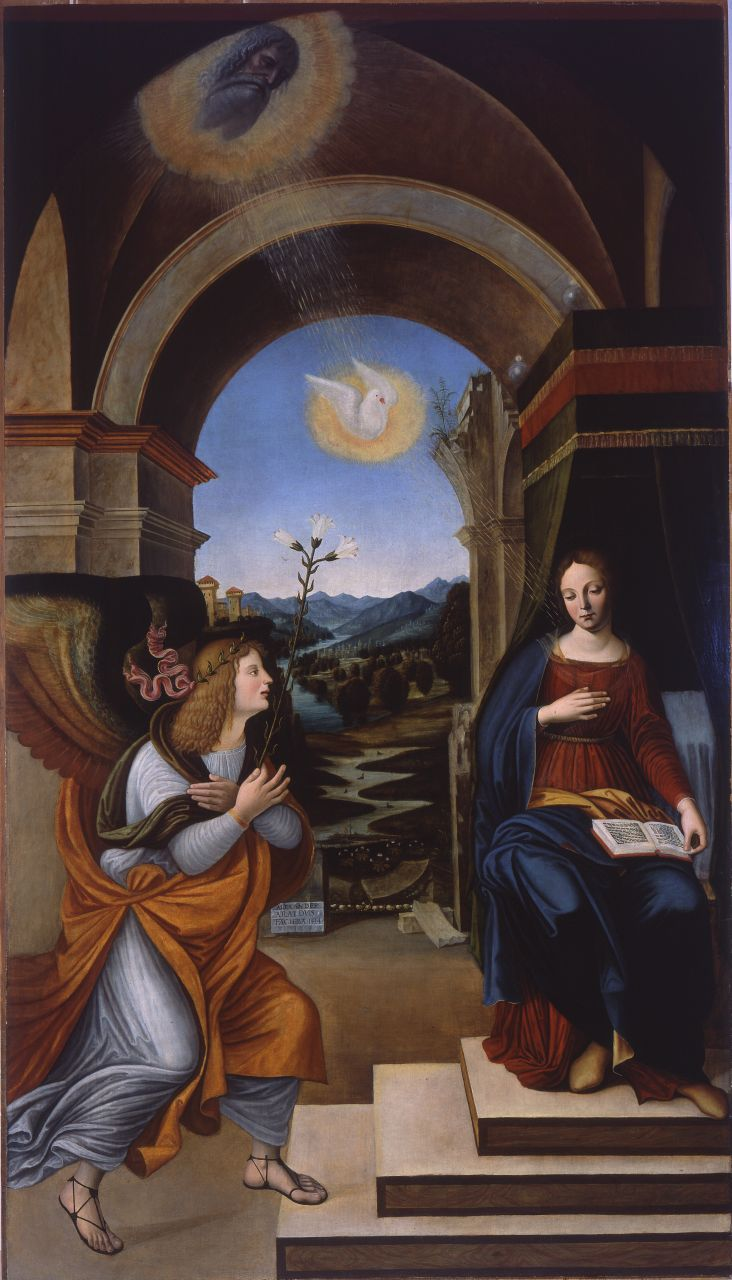
Благовещение. 1514. Национальная галерея. Парма[5].